# Associazione alpinistica croata
L'Associazione alpinistica croata (in croato Hrvatski planinarski savez o HPS) è l'organo di governo dell'alpinismo in Croazia, fondata nel 15 ottobre 1874 su iniziativa di Bude Budisavljević e Đuro Pilar.
Ha la sua sede a Zagabria. Il periodico di HPS - fondato nel 1898 - si chiama Hrvatski planinar (L'alpinismo croato).
HPS è il membro della Federazione internazionale di sci alpinismo e dell'Unione internazionale delle associazioni alpinistiche dal 1991.